# Покривна система
Покрѝвната система е система от органи при животните, която покрива почти цялото тяло и го предпазва от външни въздействия. Тя включва кожата и различни кожни образувания, сред които косми, люспи, пера, нокти. Освен за изолиране на вътрешните тъкани от външната среда, покривната система служи за изхвърляне на отпадъчни вещества и регулиране на температурата в тялото. Към нея са прикрепени множество рецептори – за болка, допир, налягане, температура и други. Покривната система е най-големият орган. При човек тя представлява около 16% от общата маса и има площ от 1,5 – 2 m2. Тя разграничава, разделя, предпазва и носи информация от заобикалящата среда. При някои малки безгръбначни, както и при някои гръбначни (земноводни), живеещи във влажна среда, тя служи за обмяна на газовете, която се осъществява чрез проста дифузия.

## Елементи на покривната система

### Кожа
Кожата при човека е изградена от три главни слоя тъкан: епидермис, дерма и хиподерма. Дермата обхваща два дяла – папиларен и ретикуларен, в които са разположени съединителна тъкан, съдове, жлези, фоликули, космени корени, окончание на сетивни нерви и мускулна тъкан.. Третият слой (хиподермата) е изграден от мастна тъкан.

#### Епидермис
Епидермисът е най-горният слой на кожата и е изграден от епителни клетки. Не съдържа никакви съдове. Главната му функция е защита и участие в поддръжката на хомеостазата. В структурно отношение представлява кератинизирани напластявания от еднослоен призматичен епител, състоящ се от четири типа клетки: кератиноцити, меланоцити, Меркелови клетки и Лангерхансови клетки. Основният вид клетки в епидермиса са кератиноцитите, произвеждащи кератин. Кератинът е фибриларен белтък, изграждащ извънклетъчния матрикс на епидермиса. Милиони кератиноците се отлющват всеки ден. Голяма част от кожата е кератинизирана и поради това е водонепромокаема. Некератинизирана е единствено кожата, покриваща вътрешността на устата.
Втвърденият кератин образува ноктите. Нокътят нараства от тънка област, наречена нокътен матрикс, с около 1 mm на седмица. Ланулата е по-светлата част в основата на нокътя, където са разположени матриксните клетки.

#### Дерма
Дермата е средният слой на кожата, изграден от плътна съединителна тъкан, в която колаген и еластин са вплетени, образувайки плътни пачки. Този слой придава еластичност на кожата, като позволява разтягане и свиване, като в същото време се предпазва от деформации, сбръчкване и провисване. В този слой окончават съдовете и нервите. Дермата е мястото, в което се разполагат хроматофорите, както и където се залавят космите, перата и са разположени жлезите (мастни и потни).

#### Хиподерма
Въпреки че технически не е част от покривната система, хиподермата лежи непосредствено под дермата. Изградена е предимно от съединителна мастна тъкан. Физиологичните ѝ функции се изчерпват в изолация, енергиен запас, както и поддържане на дермата. Хиподермата е най-дебелият слой на кожата. При нематодите устройството на покривната система е сходно. Хиподермата е еднослойна, а при напречен разрез се виждат 4 надлъжни удебеления.

## Видови особености на покривната система
При най-нисшите типове безгръбначни покривната система е представена само от ектодермална обвивка на тялото. Като най-примитивни от червеите, при плоските червеи тялото е обвито от ресничест епител. Ресничките служат за поемане на храна от повърхността на тялото, предвид паразитния им начин на живот. Сред епителните клетки се намират жлезисти клетки, отделящи слуз и малки телца, наречени рабдити, за които се предполага, че изпълняват защитна функция.
Тялото на бодлоглавите червеи е обвито от кутикула, а под нея се намира хиподермата. В нея се натрупва гликоген, който служи като енергиен източник за организма. В предната част имат хитинови кукички, които служат за залавяне.
При прешленестите червеи тялото е обвито от здрава и силноеластична кутикула. Под нея е разположен еднослоен епител, богат на жлезисти клетки. Същите отделят секрет, който поддържа постоянна влажност на повърхността на тялото. В епитела се съдържат и множество пигментни клетки, които придават цветовете на видовете.
При мекотелите туловищната част е обвита с епителна тъкан, която се нарича мантия. На определени места мантията не прилепва плътно към тялото и се оформя мантийна празнина. В нея са разположени някои органи. Мантията е съставена от три слоя:
- Външен – епителен.
- Среден – съединително-тъканен.
- Вътрешен – съставен от ресничести епителни клетки.

При повечето мекотели част от мантията е видоизменена в твърда калцифицирана обвивка, наречена черупка. Черупката е изградена от три слоя:
- Външен (рогов). Съставен е от органично хитинообразно вещество, наречено конхиолин, което след смъртта бързо се разрушава.
- Среден (варовиков). Варовиковият слой е най-дебел и здрав. Изграден е от варовикови призмички, които помежду си са споени с органичен цимент.
- Вътрешен (седефен). Седефеният слой е изграден от варовикови пластинки, слепени с органично конхиолиново вещество.

Макар и рядко, черупката при мекотелите може да е редуцирана.
Членестоногите са покрити отвън с хитинизирана кутикула, която изцяло покрива частите на тялото. Макар че изпълняваща покривна функция, тя е част от екзоскелета на насекомото. Причината за това е, че за нея се закрепват мускулите от тялото. На определени места кутикулата е по-тънка и гъвкава и позволява различни движения на отделните части на тялото. На други места същата може да е пропита с различни вещества (като калциев карбонат), които допълнително заздравяват обвивката. По хитиновата покривка са разположени и различни израстъци като шипове, люспи, космици, власинки. Всяко от тях има определено функционално значение. Кутикулата е водонепроницаема е възпрепятства изпарението на водата от тялото. Така изпълнява съществена роля при поддържане на нормалния воден баланс на организма. С малки изключения при метаморфозата на неколкократно се съблича хитиновата обвивка. По този начин организмът нараства, увеличава масата си и придобива специализирани органи. Крилото на насекомите е ципесто образувание и представлява продължение на стената на тялото. Има горна и долна мембранна повърхност и комплекс от опорни елементи, наречени жилки.
При бодлокожите за пръв път обвивката на тялото започва да наподобява по структура на кожата при гръбначните. Обвито е от два слоя – еднослоен епител с ектодермален произход и съединително-тъканен слой с мезодермален произход. Продукт на мезодермата е и екзоскелетът, който образува своеобразен щит около тялото. При неяснохордовите тялото отвън е обвито от епител, а под него има базална мембрана.
Като най-нисши хордови, при главохордовите тялото е покрито от еднослоен епител. Под него е дермата, съставена от съединителна тъкан. При водните гръбначни тялото освен епидермис и дерма е покрито с множество жлезисти клетки, произвеждащи слуз. При кръглоустите липсват люспи. При хрущялните риби тялото е също голо и покрито с плакоидни люспи. Най-близкият до дермата епидермален слой съдържа пигментни клетки. При костните риби тялото е покрито от многослоен епител без рогов слой. Съществуват множество жлези, които освен слуз продуцират и феромони, които управляват брачното поведение през размножителния период. В клетките на дермата и епедирмиса са разположени пигменти, които осигуряват криптична окраска на рибите. Повечето костни риби развиват в кожата си защитни костни образувания, наречени люспи.

## Функции
Покривната система има множество функции при поддържането на хомеостазата. Всички системи на тялото функционират взаимосвързано, за да осигуряват постоянни параметри на вътрешната среда на организма. Кожата има важна роля при предпазването на тялото и е предният пост срещу инфекции, температурни вариации и други смущаващи хомеостазата фактори. Функциите на кожата са:
- Защита на живите вътрешни органи и системи
- Защита срещу инвазията на инфекциозни агенти
- Защита от дехидратация
- Защита от температурни колебания
- Спомага отделянето на отпадни продукти и токсини чрез изпотяване
- Участва в сетивността за допир. натиск, болка, топло, студено
- Предпазва тялото от слънчевите лъчи чрез синтеза на пигмента меланин
- Синтезира витамин D
- Запас на вода, мазнина, глюкоза и витамин D
- Спомага за поддържане на формата на тялото

## Патологии
Патологии свързани с покривната система:
- Обрив
- Пришка
- Гъбички
- Инфекция
- Изгаряне
- Меланом
- Албинизъм
- Акне
- Херпес
- Стрептодермии
- Шарка